# Lioudmila Bodnieva
Liudmila Valerievna Bodnieva (russe : Людмила Валерьевна Бодниева), née le 15 octobre 1978 à Elista, est une ancienne joueuse russe de handball. Son origine ethnique est les Kalmouks. Elle a fait partie des meilleures joueuses des années 2000 au poste de pivot.

## Biographie
Après avoir évolué pour le Volgograd Akva à compter de 1993, elle rejoint en 2003 le club slovène du RK Krim où elle met un terme à sa carrière en 2013,.

## Palmarès

### En équipe nationale
Jeux olympiques
- 8e place aux Jeux olympiques 2012 à Londres,  Royaume-Uni

Championnats du monde
- Médaille d'or au Championnat du monde 2001,  Italie
- Médaille d'or au Championnat du monde 2005,  Russie
- 6e place au Championnat du monde 2011,  Russie
- Elle n'a pas participé au championnat du monde 2007 et 2009 où la Russie remporte la médaille d'or

Championnats d'Europe
- Médaille d'argent au Championnat d'Europe 2006,  Suède
- 4e place au Championnat d'Europe 2002,  Danemark
- 4e place au Championnat d'Europe 2004,  Hongrie

### En club
Compétitions internationales
- Finaliste de la Ligue des champions (2) : 2004, 2006
- Supercoupe d'Europe (2) : 2003, 2004 ; Finaliste en 2006

Compétitions nationales
- Championnat de Russie (3) : 1999, 2000, 2001
  - Vice-championne en 2002 et 2003
- Championnat de Slovénie (10) : 2004, 2005, 2006, 2007, 2008, 2009, 2010, 2011, 2012, 2013
- Coupe de Slovénie (10) : 2004, 2005, 2006, 2007, 2008, 2009, 2010, 2011, 2012, 2013

### Récompenses individuelles
- Meilleure joueuse du championnat du monde 2005[4]
- Meilleure pivot des championnats du monde 2001 et 2005
- Meilleure pivot aux championnats d'Europe 2000, 2002, 2004 et 2006
- Nommée pour le titre de meilleure joueuse de l'année en 2001[5], 2005[6], 2006[7]